# ويليام جيرارد دير
ويليام جيرارد دير (بالإنجليزية: William Gerard Dwyer) هو رياضياتي أمريكي، ولد في 1947 في جيرسي سيتي في الولايات المتحدة.